# Lunkatelep
Lunkatelep (románul Lunca Meteșului) falu Romániában, Erdélyben, Fehér megyében. Közigazgatásilag Metesd községhez tartozik.
A Kisompoly-patak mentén helyezkedik el, 250–300 méter magasságban, Lunkatanya mellett.
Kisompoly irányából a DC 68-as községi úton közelíthető meg.
Az 1956-os népszámlálás előtt Metesd része volt. 1956-ban 125, 1966-ban 162, 1977-ben 131, 1992-ben 130, 2002-ben 107 román lakosa volt.